# Sèrie LG Optimus
La sèrie LG Optimus és una sèrie de telèfons intel·ligents i tauletes fabricades per LG Electronics. S'han produït dispositius de la marca Optimus amb els dos sistemes operatius Android i Windows Phone 7.

## Android
- LG Optimus, titulat alternativament LG Optimus GT540, LG Loop, or LG Swift
- LG Optimus Q
- LG Optimus Pad
  - LG Optimus Pad LTE
- LG Optimus 2X
  - LG Optimus 4X HD
- LG Optimus 3D
  - LG Optimus 3D Max
- LG Optimus M
  - LG Optimus Me
- LG Optimus Zip
- LG Optimus Slider
- LG Optimus LTE
  - LG Optimus LTE 2
- LG Optimus Vu
- LG Optimus G
  - LG Optimus G Pro

### Optimus One
ElLG Optimus One, és llançat a l'octubre de 2010, és el segon telèfon de LG a la sèrie Optimus. A causa de les diferències de xarxa entre operadors, LG va crear una sub-sèrie amb variants específiques del transportista basat en l'Optimus One. S'han venut més de dos milions de l'Optimus One i les seves variants de portadora combinades.A més, algunes variants de maquinari afegeixen noves funcions menors:
- LG Optimus Black
- LG Optimus Chat
- LG Optimus Chic
- LG Optimus Net
- LG Optimus Sol

### Optimus L
LG Optimus L és una sub-sèrie d'Android llançada el 2012. Consta de:

#### Primera sèrie
- LG Optimus L2
- LG Optimus L3
- LG Optimus L5
- LG Optimus L7
- LG Optimus L9(P769)
- LG Optimus L9(MS769)

#### Segona sèrie

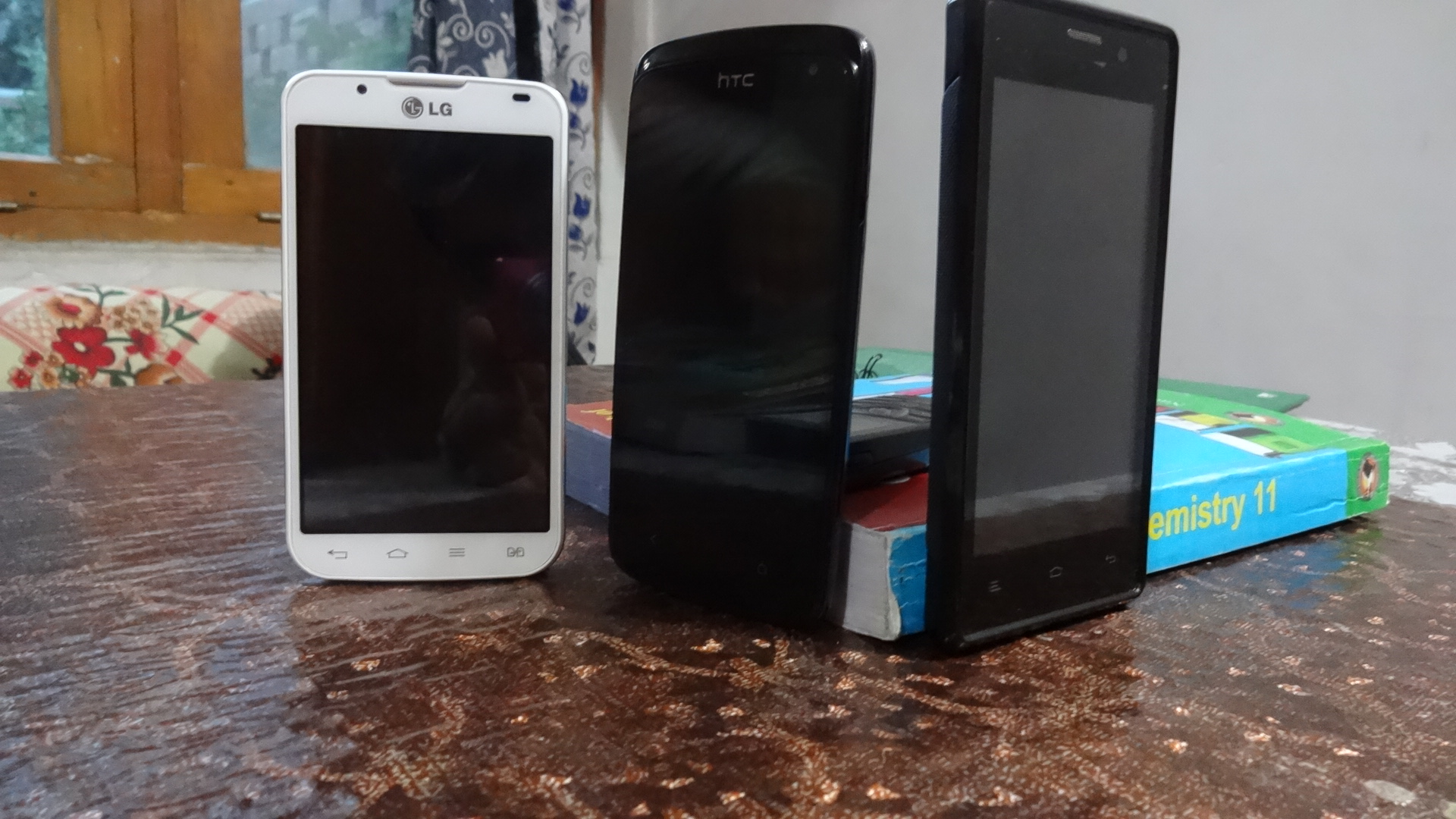
LG Optimus L7 II (P715) juntament amb HTC Desire 500 i Qmobile Noir A500

- LG Optimus L1 II
- LG Optimus L2 II
- LG Optimus L3 II
- LG Optimus L4 II
- LG Optimus L5 II
- LG Optimus L5 II Dual SIM
- LG Optimus L7 II
- LG Optimus L9 II

#### Tercera sèrie
- LG Optimus L20
- LG Optimus L30 Sporty
- LG Optimus L35
- LG Optimus L40
- LG Optimus L50 Sporty
- LG Optimus L60
- LG Optimus L65
- LG Optimus L70
- LG Optimus L80
- LG Optimus L90

#### Quarta sèrie
- LG L Fino
- LG L Bello

### Optimus F
LG Optimus F és una sub-sèrie d'Android anunciada el 21 de febrer de 2013. Utilitza les mateixes convencions de nomenclatura que el seu predecessor, la línia Optimus L. Inclou els següents:
- LG Optimus F3
- LG Optimus F3Q
- LG Optimus F5
- LG Optimus F6
- LG Optimus F7

### Optimus G
La sub-sèrie Optimus G es va introduir per als dispositius de gamma alta de LG el 2012. El 2013, després d'alliberar dos dispositius amb la marca Optimus G, els productes futurs (com ara el LG G2) van deixar la marca Optimus completament com a part d'una nova línia G separada.
- LG Optimus G
- LG Optimus G Pro
- LG G Pro 2
- LG G2
- LG G Flex
- LG G Pad 8.3
- LG G3
- LG G Flex 2
- LG G4
- LG G5
- LG G6

### Optimus Vu
La sub-sèrie Optimus Vu es va introduir per als dispositius amb llapis LG el 2012.
- LG Optimus Vu
- LG Optimus Vu II
- LG Optimus Vu III

## Windows Phone
LG només va llançar dos telèfons LG Optimus amb el sistema operatiu Windows Phone, en comparació amb 20 telèfons intel·ligents únics d'Android. El primer de ells era el LG Optimus 7, llançat al novembre de 2010. Va ser seguit pel LG Quantum, alternativament Optimus 7Q o Optimus Quantum, una variant amb un teclat físic.